# La mummia (serie animata)
La mummia (The Mummy) è una serie televisiva a cartoni animati prodotto dalla Universal Cartoon Studios, basato ai personaggi del film La mummia.

## Trama
Gli O'Connell si ritrovano inseguiti in giro per il mondo dal Sommo Sacerdote corrotto e non morto, Imhotep, e dal suo lacchè, Colin Weasler, mentre cercano di togliere il Bracciale di Osiride dal polso di Alex. Questo porta il loro viaggio attraverso il mondo, cercando di localizzare i rotoli perduti di Tebe, gli unici a contenere informazioni sul Bracciale. Le pergamene dovevano essere distrutte per impedire a Imhotep di possedere il Bracciale. Nella seconda stagione, Alex viene addestrato come Medjai per combattere la mummia, oltre ad affrontare nuove minacce lungo la strada.

## Personaggi
- Alex O'Connell: un ragazzo di 12 anni (in seguito 14 anni) con un'immaginazione fantastica e una curiosità sconfinata. Alex possiede i tratti migliori, e talvolta i peggiori, di entrambi i genitori. Istruito a casa da Evy, conosce storie e lingue antiche incredibilmente bene per la sua età. Alex ha anche ereditato la sfacciataggine, il senso dell'umorismo e lo spirito avventuroso di suo padre, tratti che spesso lo mettono nei guai. Con il progredire della serie, Alex impara lentamente a controllare i poteri del Bracciale. Ma con questi poteri di basso livello arriva una terribile responsabilità, che Alex non prende alla leggera nonostante i suoi teneri anni.
- Rick O'Connell: Il duro padre di Alex, cognato di Jonathan e marito di Evy.
- Evy O'Connell: La madre di Alex, la moglie di Rick e la sorella minore di Jonathan. Proprio come nei film, è la reincarnazione della principessa egiziana Nefertiri .
- Jonathan Carnahan: Lo zio di Alex, il fratello maggiore maldestro ma di buon carattere di Evy e il cognato di Rick.
- Ardeth Bey: leader dei Medjai. Nella seconda stagione, lui e gli altri Medjai addestrano Alex, Fadil, Yanit e altri studenti a diventare la prossima generazione di Medjai.
- Fadil: un ragazzo che è uno studente per diventare un Medjai.
- Yanit: una ragazza che studia per diventare una Medjai.
- Imhotep:  il personaggio titolare della serie. Molti anni fa, Imhotep era un prete che voleva governare il mondo. Era già il custode dei Rotoli di Tebe. Quando stava per rubare il Braciale di Osiride, il faraone mandò le sue guardie reali a catturarlo e condannarlo a essere mummificato vivo. Anni dopo, Imhotep fu resuscitato da Colin Weasler, nonostante il tentativo di Evy di distruggerlo. Trama per cercare la Pergamena di Tebe per rimuovere il Bracciale di Osiride da Alex. Quando si tratta del combattimento nelle catacombe di Parigi dove si trovano i rotoli di Tebe, li riconquista prima che finiscano per essere distrutti da Alex usando il potere del Bracciale per portare una torcia sotto il rotolo di Tebe. Sebbene fosse creduto morto quando combatteva contro il Minotauro all'interno di catacombe allagate, Imhotep è riuscito a sopravvivere e ha cercato di trovare altri modi per conquistare il mondo. A differenza dei film, in questa serie è in grado di parlare inglese contemporaneo.
- Anck-su-Namun: l'ex amante di Imhotep, mummificato per aver tradito il faraone e ucciso la principessa Nefertiri. È stata rianimata da Imhotep gettando il suo corpo nel Lago dell'Eternità. Aveva bisogno di lei per localizzare la Falce di Anubi, che lei e Nefertiri avevano nascosto molto tempo fa. Ma quando hanno acquisito la falce, Anck-Su-Namun ha tradito Imhotep, rifiutandosi di essere subordinato a lui. Tuttavia, Nefertiri, ricomparendo nel corpo di Evy, chiese ad Anubi di reclamare ciò che era suo. Anck-Su-Namun, rifiutandosi di lasciar andare il suo premio, scese negli Inferi con Anubi. Tuttavia, Ardeth credeva di non averla vista per l'ultima volta. Anck-Su-Namun è riemersa in "Old Friends" e ha preso un anello magico, permettendole di rubare la giovinezza agli altri per rigenerarsi prima di inseguire il Manacle.
- Ninzam Toth: un Medjai oscuro che ha tradito l'altro Medjai, ha combattuto con Ardeth Bay come un cattivo e ha perso, ed è stato imprigionato per le sue azioni. Dopo essere fuggito, trama vendetta su ogni Medjai. È stato sconfitto da Alex, Yanit e Fadil, ma torna per continuare la sua vendetta sul Medjai.
- Scarabeo: una mostruosa creatura simile a uno scarabeo che è stata sigillata nell'Amuleto dello Scarabeo dai poteri del Bracciale di Osiride. Alex e suo nonno Jack lo hanno accidentalmente liberato mentre cercavano di ottenere l'Amuleto.

### Doppiaggio
| Personaggio       | Doppiatore italiano |
| ----------------- | ------------------- |
| Alex O'Connell    | Fabrizio De Flaviis |
| Rick O'Connell    | Francesco Prando    |
| Evy O'Connell     | Roberta Pellini     |
| Jonathan Carnahan | Nanni Baldini       |
| Ardeth Bey        | Stefano Mondini     |
| Imhotep           | Massimo Corvo       |
| Colin Weasly      | Stefano Onofri      |
| Pagliaccio        | Omar Vitelli        |

## Episodi

### Stagione 1
1. A Summoning
2. A Candle In The Darkness
3. Against The Elements
4. The Deep Blue Sea
5. Eruption
6. Orb Of Aten
7. The Black Forest
8. The Cloud People
9. Fear Itself

### Stagione 2
1. The Boy Who Would Be King
2. Howl
3. The Puzzle
4. The Maze
5. A New Beginning: Part 1
6. A New Beginning: Part 2
7. The Dark Medjai
8. Like Father, Like Son

### Stagione 3
1. A Fair To Remember
2. The Enemy Of My Enemy
3. The Cold
4. Time Before Time
5. Spring Of Evil
6. Old Friends
7. Trio
8. Just Another Piece Of Jewelry
9. The Reckoning